# دیوید نویل (بازیکن هاکی روی یخ)
دیوید نویل (انگلیسی: David Neville; ۵ سپتامبر ۱۹۰۸ – ۱۴ اکتبر ۱۹۹۱) بازیکن هاکی روی یخ اهل کانادا بود.